# Museo de la Fuerza Aérea Sueca
Museo de la Fuerza Aérea Sueca (en sueco: Flygvapenmuseum),  situado en la calle Carl Cederstroms gata 2, 586 63 Linkoping, Suecia.
El museo fue fundado el 8 de marzo de 1984, se exponen aviones desde la Guerra Fría aunque también aviones, helicópteros y otras máquinas voladoras actuales. Hay aeronaves en exposición como la Saab 210. La entrada es gratuita.